# Erasino
En la mitología griega, Erasino (en griego antiguo: Ἐρασῖνος) era un dios río de Arcadia y Argólide, en el sur de Grecia. Sus hijas eran Bise, Mélite, Mera, y Anquíroe. Aparece en la Descripción de Grecia de Pausanias, y en las Historias de Heródoto.

## Mitología
La única aparición de Erasino en la mitología fue contada por Antonino Liberal en su Metamorfosis, donde  es mencionado como padre de las hijas que recibieron a Britomartis cuando huía del rey Minos de Creta.

Primero ella [Britomartis] llegó a Argos desde Fenicia, a presencia de las hijas de Erasino, Bise, Mélite, Mera, y Anquíroe...
Antonino Liberal, Metamorfosis, 40.